# Хамхоев, Арби Алиевич
Хамхоев Арби Алиевич (род. 1 августа 1993, Ингушетия) — российский дзюдоист. Мастер спорта международного класса.
Представляет центр олимпийской подготовки «Тюмень-дзюдо», тренер — Евгений Печуров.

## Достижения
- Двукратный чемпион Европы среди юношей[уточнить]
- Чемпион мира среди юношей[уточнить]
- Трёхкратный чемпион России[уточнить]
- Чемпион Международного турнира по дзюдо 2009 года в Бремене, Германия
- Чемпион «Кубка Европы» по дзюдо среди мужчин и женщин 2015 года в Дубровнике, Хорватия
- Призёр Кубка Большого шлема по дзюдо 2016 года в Тюмени, Россия
- Призёр Гран-При по дзюдо среди мужчин и женщин 2016 года в Загребе, Хорватия
- Чемпион кубка мира[уточнить]
- Призёр кубка Европы[уточнить]
- Чемпион России по дзюдо в командном зачете[уточнить][2][3].